# Evangelische Kapelle (Bad Salzhausen)

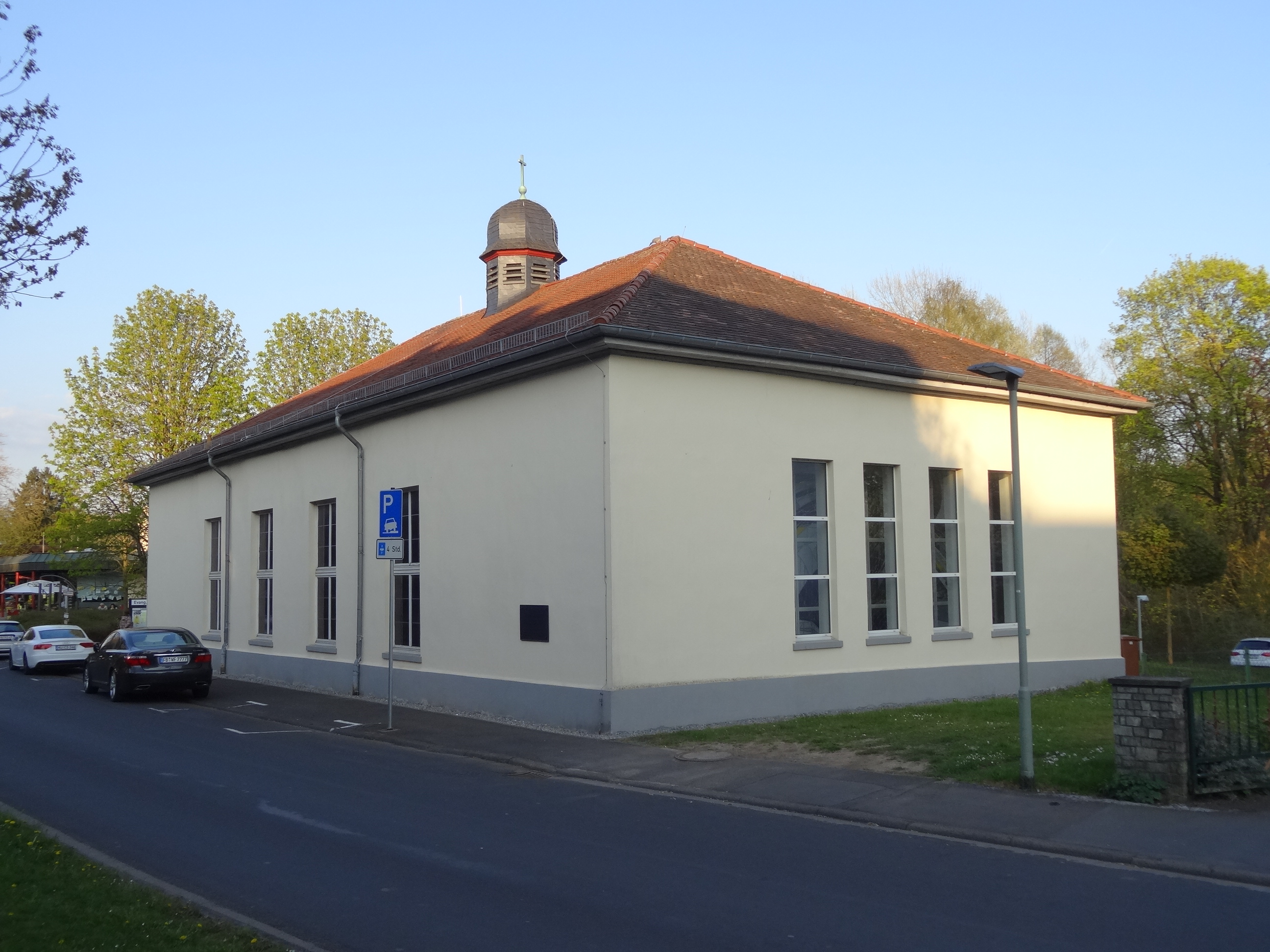
Kapelle von Westen

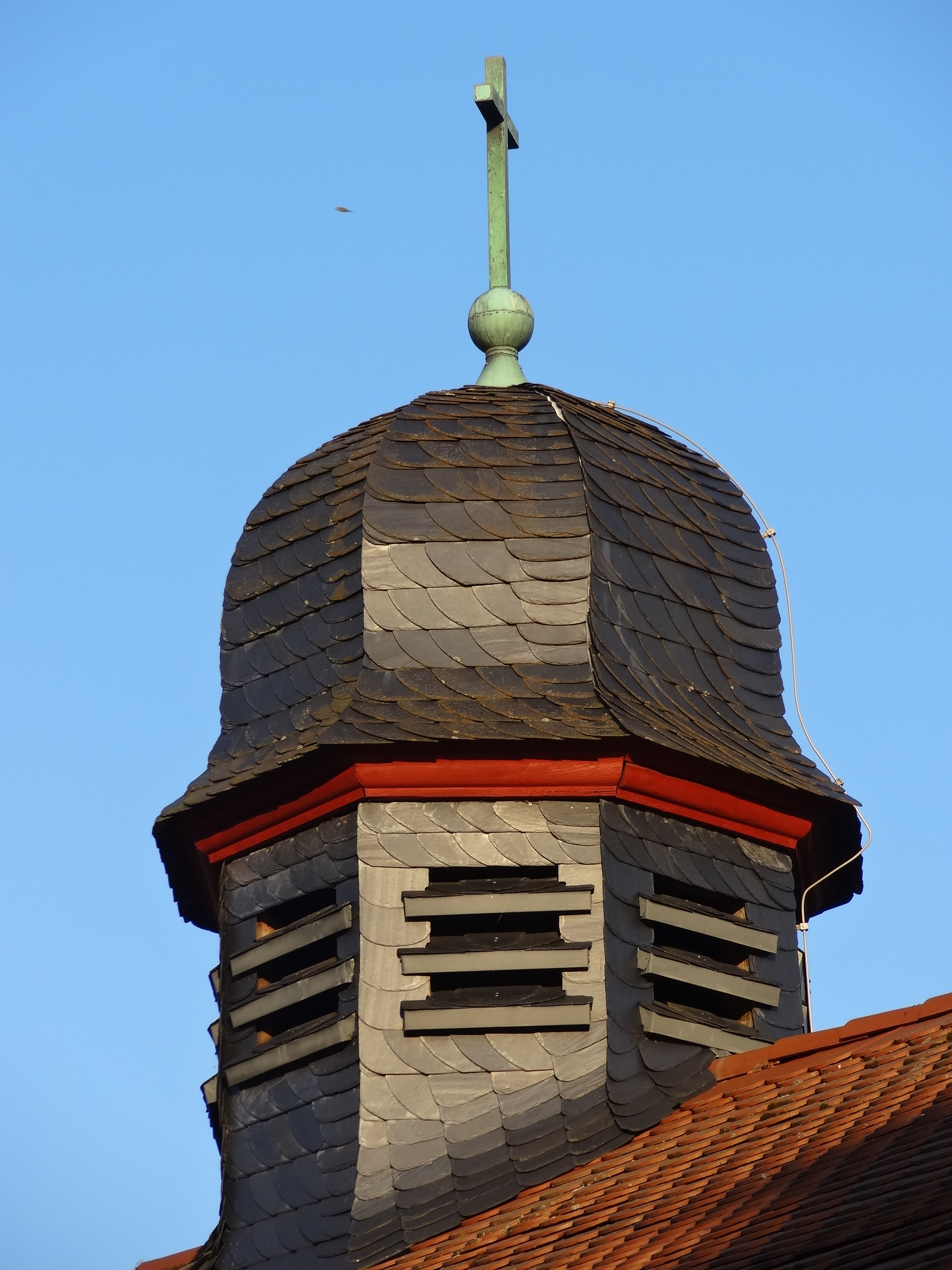
Dachreiter

Die Evangelische Kapelle in Bad Salzhausen, einem Stadtteil von Nidda im Wetteraukreis in Mittelhessen, ist ein 1828 errichteter Rechteckbau im Stil des Klassizismus, der bis 1831 als Laboratorium und Salzsäurefabrik von Justus von Liebig diente. Das Gebäude wird seit 1934 teilweise und seit 1969 ganz als Kirche genutzt. Die Kapelle ist wegen ihrer Bedeutung für die Orts- und Landesgeschichte hessisches Kulturdenkmal.

## Geschichte
Der Ort wird erstmals im Jahr 1187 in einer Schenkungsurkunde erwähnt, als dem Johanniterorden ein Hofgut übertragen wurde. Seit dem Mittelalter ist eine Salzgewinnung durch Sieden nachweisbar. Nach dem Erwerb der Saline im Jahr 1729 durch die Landgrafschaft Hessen-Darmstadt trieb Johann Wilhelm Langsdorf ab 1776 die Produktion des Salzes durch Pumpen systematisch voran, die im letzten Viertel des 18. Jahrhunderts ihren Höhepunkt erreichte. Aufgrund des wirtschaftlichen Niedergangs wurde 1810 beantragt, die Anlagen für die Errichtung eines Heilbades zu nutzen, mit dessen Ausbau 1824 begonnen wurde. Liebig, der im Mai 1824 eine außerordentliche Professur erhalten hatte, erhielt vom Großherzog den Auftrag, die Wasserqualität und Nutzungsmöglichkeiten zu untersuchen, was er im Dezember 1824 auch tat. Für die weitere Forschung wurde im Jahr 1828 ein Laboratorium errichtet, in dem er von 1828 bis 1831 eine Bittersalz- und Salzsäurefabrik betrieb. Unwissentlich stieß Liebig hier auf Bromid, das er allerdings für „hydrojodsaures Natrium“ hielt. Er schlug vor, aus der Mutterlauge durch Zerlegung durch Schwefelsäure und nach Abscheiden des Kochsalzes Salzsäure und Magnesiumsulfat (Bittersalz) herzustellen. Parallel zur Salzproduktion verlief die Entwicklung des Kurbads, bis 1860 die Salzgewinnung aus wirtschaftlichen Gründen ganz eingestellt wurde. Der Kurbetrieb verfiel ebenfalls, erfuhr aber mit dem Anschluss des Ortes an die Eisenbahnstrecke Friedberg-Nidda im Jahr 1897 eine Wiederbelebung.
Das als „Liebighaus“ bekannte Gebäude stand seit 1831 leer und wurde zeitweilig als Abstellraum und später als Feuerwehrschuppen genutzt. Während der Badesaison fanden ab 1913 regelmäßig Kurgottesdienste statt. Der westliche Teil des Liebighauses wurde ab 1934 von der evangelisch-lutherischen Kirche Nidda als Kapelle genutzt, stand aber auch den Katholiken zur Verfügung. Da die Kapelle zu klein wurde und die Luft in dem überfüllten Raum den Kurgästen nicht zuträglich war, kam es zu der Überlegung für beide Konfessionen einen gemeinsamen Neubau zu errichten. Da es zu keiner Einigung kam, kaufte die evangelische Kirche vom Staat das Gebäude samt Grundstück. Der bis dahin als Wohnraum genutzte nördliche Teil wurde geräumt. In den Jahren 1969 bis 1971 erfolgte ein Umbau in eine Kirche. Die Bildung der Kirchengemeinde Geiß-Nidda und Salzhausen im Jahr 1975 bildete den Abschluss einer zehnjährigen Planungszeit des Gemeindezentrums mit dem Architekten Helmut Fiedler. Eine Stiftung von Frieda Sachs ermöglichte 1992/1993 den Erweiterungsanbau eines Gemeinderaums. 1997 wurde im Obergeschoss ein Büro der Kur- u. Klinikseelsorge eingerichtet.
Die Kirchengemeinde ist pfarramtlich mit Geiß-Nidda verbunden. Sie ist dem evangelischen Dekanat Büdinger Land in der Propstei Oberhessen in der Evangelischen Kirche in Hessen und Nassau zugeordnet.

## Architektur
Die nicht geostete, weiß verputzte Saalkirche auf rechteckigem Grundriss ist am südlichen Ortsrand errichtet.
Der schlichte Rechtecksaal wird durch ein flaches Walmdach bedeckt, dem mittig ein kleiner, oktogonaler Dachreiter mit Welscher Haube und Kugelkreuz aufgesetzt ist. Der Innenraum der Kapelle wird im Nordwesten durch vier mittelgroße und im Südosten durch drei große Rechteckfenster, die bis zum Boden reichen, belichtet. Die Fenster sind viergeteilt und weisen Sprossengliederung auf. In der Südwestwand sind vier schmale Rechteckfenster eingelassen. Ein Durchgang führt in den im Osten angebauten Gemeinderaum, dessen rechteckige Grundfläche von der Kapelle geschnitten wird und der von einem Zeltdach überspannt wird. Die Fensterfronten werden im Norden und Osten um die Ecken geführt.

## Ausstattung

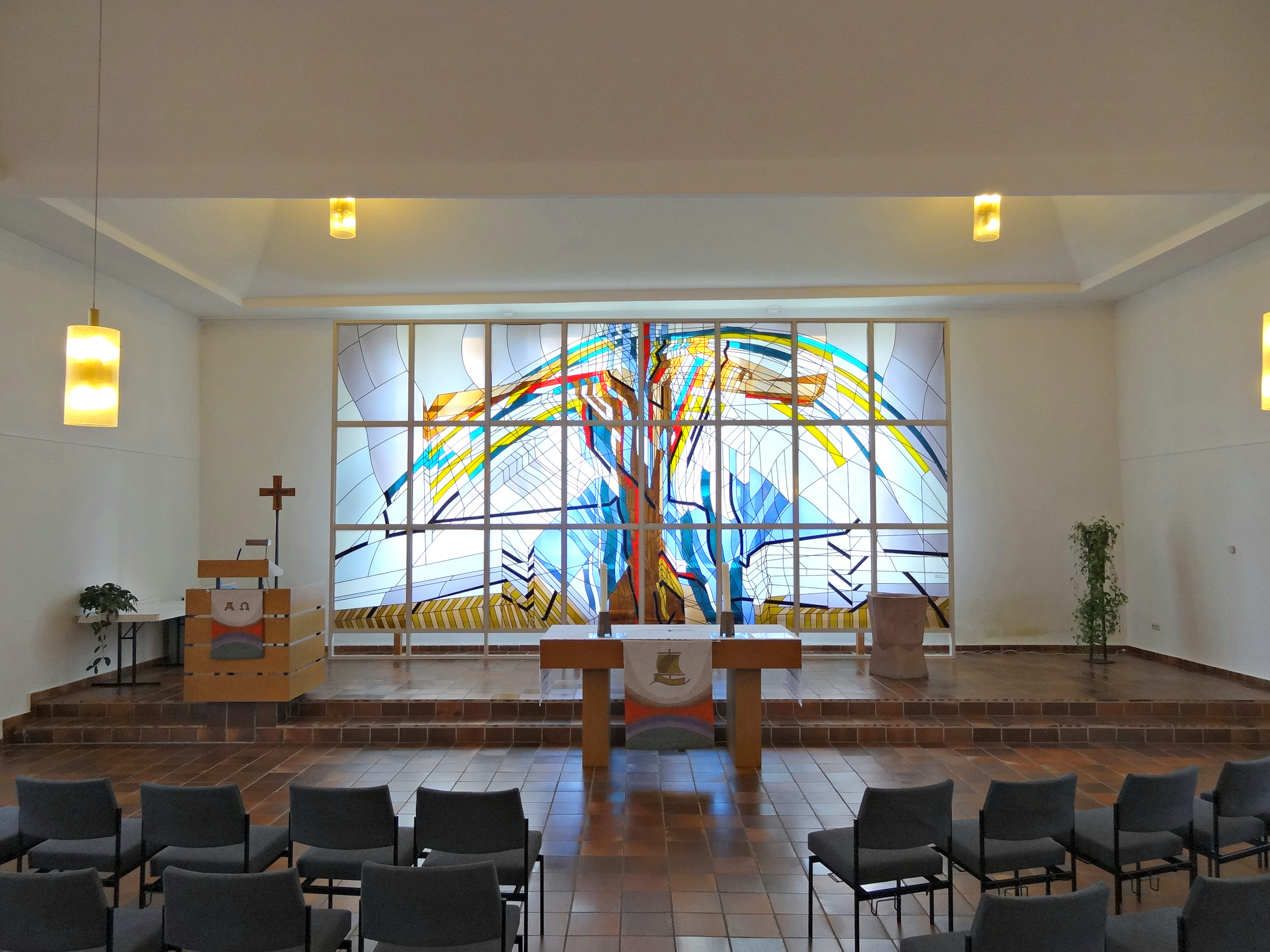
Innenraum der Kapelle

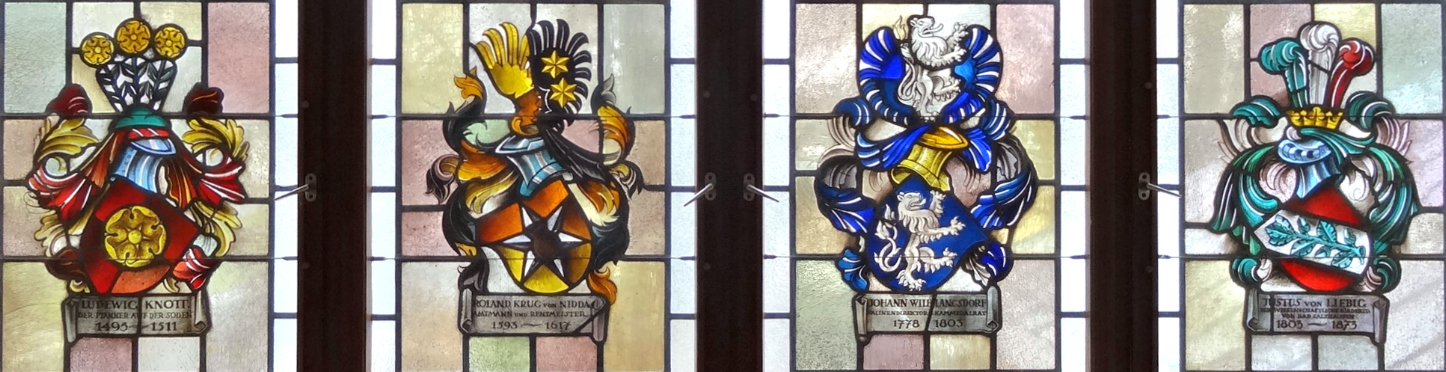
Wappen im 1. Stock

Der Innenraum der Kapelle wird von einer Decke in Sägezahnform abgeschlossen, der Fußboden ist mit braunen Fliesen belegt, der Altarbereich im Südwesten um zwei Stufen erhöht. Vor den vier schmalen Fenstern ist eine Glaswand in einem Metallgestell errichtet, dessen 24 Felder bunte Bleiglasfenster aufweisen. Das Fensterbild wurde 1994 gestaltet und stammt von dem in Nidda aufgewachsenen Künstler Diether F. Domes (Langenargen/Bodensee). In dem vielfarbigen Bild versuchte der Künstler die wesentlichen Botschaften des christlichen Glaubens darzustellen. Es zeigt eine farbenfrohe Fontäne die in ihrer Form an ein Kreuz erinnert, sie durchbricht eine dünne schwarze Linie die an den Tod erinnert. Die Farbe Braun steht für die Erde und die Schöpfung, Gelb für Licht, Sonne und die Auferstehung Jesu, Rot für Liebe und das Blut des pulsierenden Lebensstroms, Blau, neben den Heilquellen des Ortes, für Gesundheit und Taufe.
Das steinerne, pokalförmige Taufbecken hat einen viereckigen Fuß und eine achtseitige Wandung. Altartisch und Kanzel sind schlicht gestaltet. An der Nordostseite der Kapelle ist die Orgel aufgestellt.
Im Sommer 2015 stellte der chinesische Künstler Yi Zheng Lin im regionalen Projekt „Kunst in Kirchen der Wetterau“ sein Werk in der Kirche aus.

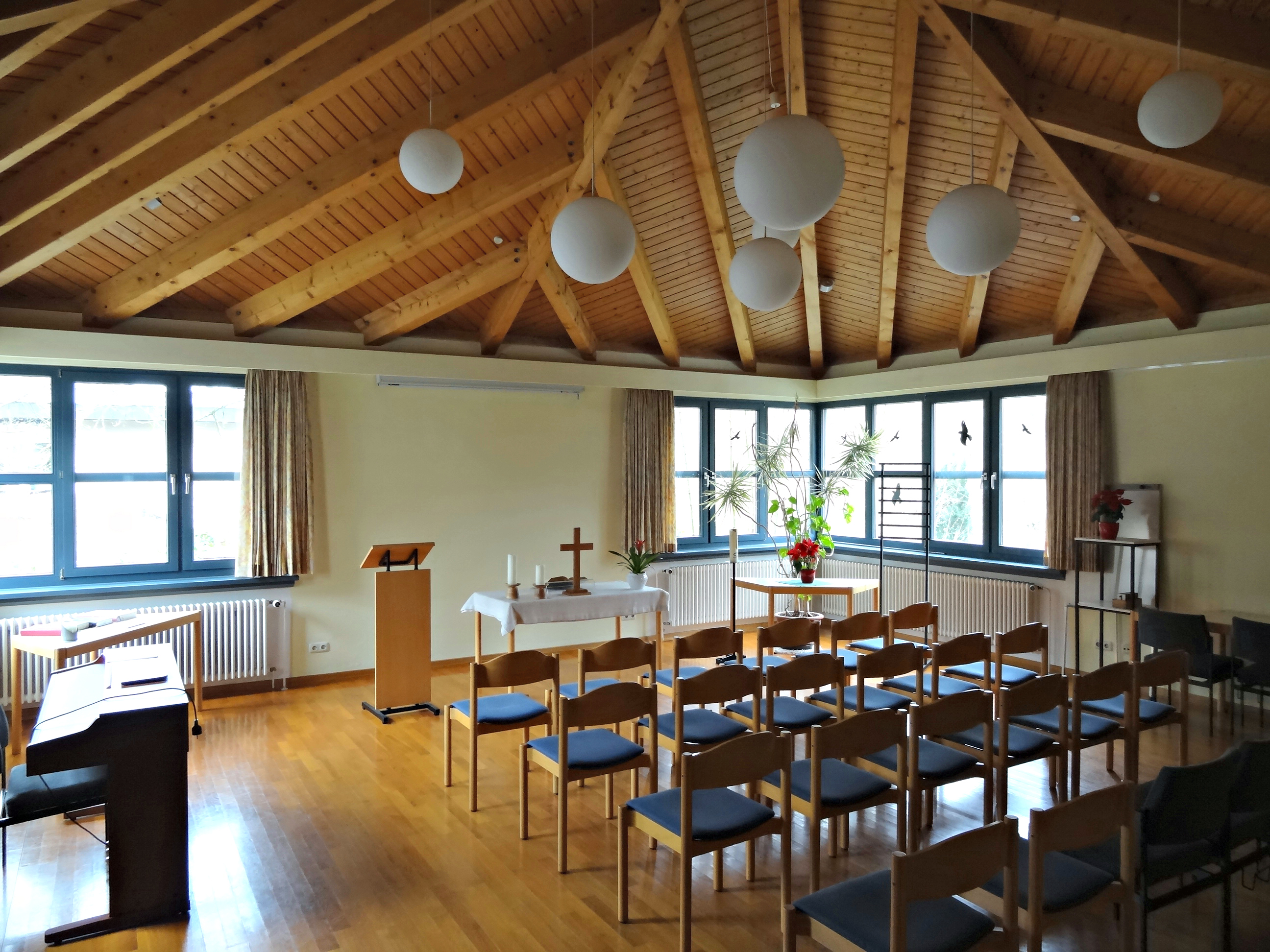
Innenansicht des Gemeinderaums

Im Vorraum im ersten Stock zeigen vier Bleiglasfenster die Wappen von Persönlichkeiten, die für die Geschichte von Salzhausen bedeutend waren. Die Fenster stammen aus dem Jahr 1934, als ein Teil des Gebäudes als Kapelle eingerichtet wurde. Dargestellt sind die Wappen von Ludewig Knott, 1495 bis 1511 Pfänner auf der Soden, Roland Krug von Nidda, der von 1593 bis 1617 Amtmann und Rentmeister war, Kammeralrat Johann Wilhelm Langsdorf, der von 1778 bis 1803 als Salinendirektor wirkte, und von Julius Liebig als wissenschaftlicher Förderer von Bad Salzhausen. Von 1997 bis 2004 diente der Raum als Büro der Kur- und Klinikseelsorge. 2015 wurde er für ein Kirchenasyl genutzt.
Der Gemeinderaum wird von einem Zeltdach überspannt, dessen Form die Holzbalkendecke im Inneren aufnimmt. Ein einfaches Lesepult und ein Altartisch, Einzelstühle und ein elektronisches Klavier bilden die Ausstattungsstücke. Im Winter werden die Gottesdienste im Gemeinderaum gehalten. Der Raum war ursprünglich als Veranstaltungsraum der Kurseelsorge angelegt worden.

## Orgel

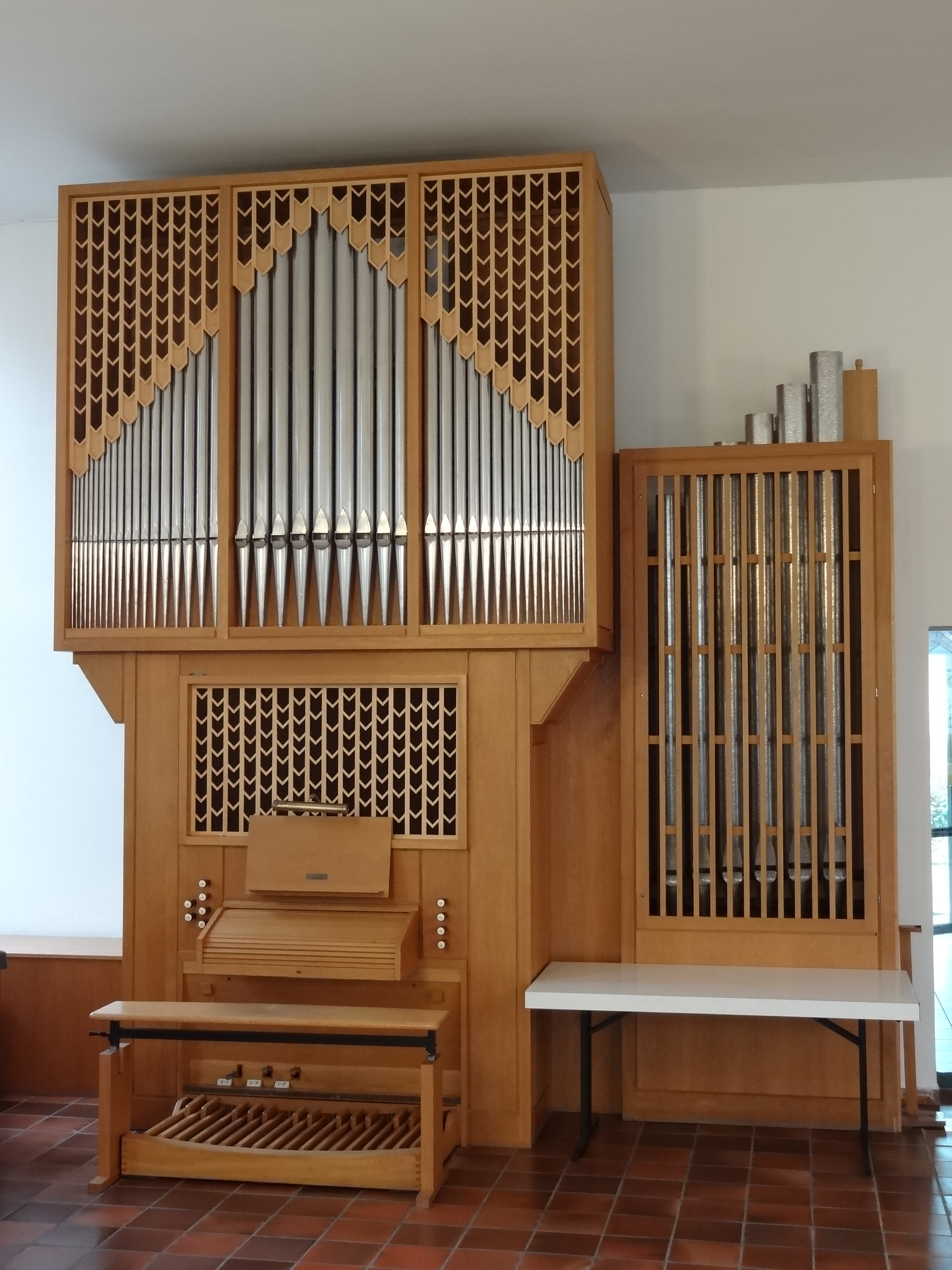
Orgel von 1981

Im Jahr 1964 erhielt die Kapelle als Ersatz für das bisher verwendete Harmonium ihre erste Orgel. Die Licher Firma Förster & Nicolaus baute eine Kleinorgel mit fünf Registern auf einem Manual und angehängtem Pedal. Die Orgel wurde 1981 durch ein Instrument derselben Firma ersetzt und ist seitdem in der Hungener Friedhofskapelle aufgestellt. 2004 erhielt das neue Instrument eine neue Intonation, die sich an weiche Klangfarben des Barock anlehnt. Mit dem neuen Klangbild wird die Orgel auch als Konzertorgel genutzt. Sie verfügt über elf Register auf zwei Manualen und Pedal mit folgender Disposition:
| I Hauptwerk C–g3 |       |
| Rohrflöte        | 8′    |
| Principal        | 4′    |
| Quinte           | 2 ⁄3′ |
| Spitzflöte       | 2′    |
| Mixtur III       | 1 ⁄3′ |

| II Brustwerk C–g3 |        |
| Holzgedackt       | 8′     |
| Blockflöte        | 4′     |
| Prinzipal         | 2′     |
| Terzian II        | 1 3⁄5′ |

| Pedal C–f1 |     |
| Subbaß     | 16′ |
| Oktavbaß   | 8′  |

## Geläut
Anfang der 1950er Jahre erhielt der Dachreiter eine Glocke der Firma Rincker.
| Nr. | Gussjahr | Gießer, Gussort | Schlagton | Inschrift | Bild |
| 1   | um 1950  | Rincker         |           | „SINGET“  |      |